# JustAnswer
JustAnswer es una plataforma de preguntas y respuestas de expertos en línea con base en San Francisco, California. JustAnswer conecta a los visitantes con Expertos verificados en varias categorías, incluyendo médicos, abogados, mecánicos, veterinarios y técnicos en computación. JustAnswer tiene presencia en Estados Unidos, así como cinco sitios web internacionales, incluidos el Reino Unido, Alemania, España, Japón y México.

## Historia
JustAnswer (entonces llamado "ExpertAsk") fue fundada en 2003 por su ahora CEO, Andy Kurtzig. La idea de crear este sitio web se le ocurrió mientras él y su esposa esperaban a su primer hijo. Encontrar médicos que respondieran a sus preguntas fuera del horario de citas fue más difícil de lo que imaginaba, por lo que decidió crear esta plataforma donde la gente puede hacer preguntas y recibir respuestas de Expertos las 24 horas del día.
En 2004, la compañía cambió su nombre a JustAnswer y más tarde estableció sus oficinas centrales en el sótano de una capilla ubicada en el Presidio de San Francisco, un parque y antigua base militar en el norte de California.
En 2015, la compañía lanzó un artículo anunciando una "auditoría de calidad" a la comunidad de expertos. La auditoría "revisó y evaluó más de 3,000 preguntas seleccionadas al azar de más de 200 expertos de alto volumen". Se evaluó lo siguiente: foto de perfil, biografía del experto, ortografía y gramática, empatía, lenguaje apropiado, claridad, detalle y etiqueta. El artículo afirma: «Estas son las cualidades más valoradas por los clientes, pero no evaluamos la exactitud de las respuestas de los expertos».

## Empresa
El sitio web permite a los usuarios hacer preguntas y recibir respuestas de médicos y otros expertos las 24 horas del día. Los usuarios deben crear una cuenta y definir el precio que están dispuestos a pagar por la pregunta. Si los usuarios quedan satisfechos con la respuesta, pueden proporcionar una calificación positiva y el experto recibirá un porcentaje del depósito acorde a lo estipulado en el actual Acuerdo de Términos de Servicio y Expertos de JustAnswer. Si el usuario no está satisfecho, tiene la opción de solicitar otra respuesta o solicitar el reembolso de su depósito. Si el usuario no proporciona una calificación positiva o no solicita un reembolso dentro de los primeros 30 días posteriores a la fecha en que recibió su respuesta, el experto no recibirá su parte del pago y JustAnswer conservará el 100% del depósito. La duración del tiempo de respuesta variará dependiendo de "cuán razonable sea que los expertos crean que el precio ofrecido es (en comparación con la complejidad de la pregunta y la velocidad requerida)". El sitio también ofrece membresías, chat en vivo, llamadas telefónicas y asistencia remota. 
En 2012 la compañía recibió un fondo de $25 millones de dólares de Glynn Capital y Charles Schwab, quien también se unió al consejo directivo de la compañía.
En 2016, el número total de los clientes de JustAnswer ha sobrepasado 10 millones mundialmente. 
JustAnswer tiene oficinas en varios países, ofrece servicios en múltiples idiomas y fue presentado como Caso de Estudio de Google por la forma en la que utilizó Google AdWords para brindar su servicio a los usuarios.